# Borova (Suhopolje)
Borova is een plaats in de gemeente Suhopolje in de Kroatische provincie Virovitica-Podravina. De plaats telt 810 inwoners (2001).